# Episodi di Longmire (prima stagione)
La prima stagione della serie televisiva Longmire è stata trasmessa sul canale statunitense A&E dal 3 giugno 2012 al 12 agosto 2012.
In Italia la stagione è stata trasmessa in prima assoluta da Rete 4 dal 4 luglio al 2 agosto 2013.
| nº | Titolo originale              | Titolo italiano             | Prima TV USA   | Prima TV Italia |
| -- | ----------------------------- | --------------------------- | -------------- | --------------- |
| 1  | Pilot                         | La ragazza scomparsa        | 3 giugno 2012  | 4 luglio 2013   |
| 2  | The Dark Road                 | La strada oscura            | 10 giugno 2012 | 4 luglio 2013   |
| 3  | A Damn Shame                  | Codardia o coraggio         | 17 giugno 2012 | 11 luglio 2013  |
| 4  | The Cancer                    | Segnali di fumo             | 24 giugno 2012 | 11 luglio 2013  |
| 5  | Dog Soldier                   | Il cane soldato             | 1º luglio 2012 | 19 luglio 2013  |
| 6  | The Worst Kind of Hunter      | Caccia all'orso             | 8 luglio 2012  | 19 luglio 2013  |
| 7  | 8 Seconds                     | 8 secondi                   | 15 luglio 2012 | 26 luglio 2013  |
| 8  | An Incredibly Beautiful Thing | Convergere verso l'infinito | 22 luglio 2012 | 26 luglio 2013  |
| 9  | Dogs, Horses, and Indians     | Cani, cavalli e indiani     | 5 agosto 2012  | 2 agosto 2013   |
| 10 | Unfinished Business           | Questioni in sospeso        | 12 agosto 2012 | 2 agosto 2013   |